# Bhagabati
Bhagabati (nepalski: भगवती) – gaun wikas samiti w zachodniej części Nepalu w strefie Mahakali w dystrykcie Darchula. Według nepalskiego spisu powszechnego z 2001 roku liczył on 546 gospodarstw domowych i 3036 mieszkańców (1546 kobiet i 1490 mężczyzn).